# せん断写像

係数m = 1.25 の水平せん断。青い線で描かれた長方形の格子やその中の図形が変形する様子を緑の線で示す。黒い点は原点である。

平面幾何学においてせん断写像（せんだんしゃぞう、英: shear mapping）とは、各々の点がある方向へ、その方向と平行な定直線からの符号付き距離に比例して移動するような線型写像である。この写像は、せん断変換、あるいは単にせん断とも呼ばれる。アルファベットの立体をイタリック体にする変換がせん断写像である。
たとえば、座標{\displaystyle (x,y)}で表される任意の点を{\displaystyle (x+2y,y)}に移す変換はせん断である。この場合、移動は水平であり、定直線は{\displaystyle x}軸、符号付き距離は{\displaystyle y}座標である。定直線を挟んで反対側にある点は逆向きに移動する。
せん断と回転を混同しないように注意する。せん断写像を平面上の点集合に施すと、平角を除く任意の角の角度が変わり、移動する方向を除く任意の線分の長さが変わる。したがって多くの場合せん断によって図形の形は歪み、たとえば正方形は正方形でない平行四辺形に、円は円でない楕円に変わる。しかし、せん断によって図形の面積は保たれるし、また点どうしの並び順や同一直線状にある点どうしの相対的な距離は変わらない。
三次元幾何学においても、距離を定直線から測る代わりに定平面から測ることにすれば、同様にしてせん断写像を定義できる。三次元のせん断変換は立体の体積を保つが、平面の面積は（動かす方向と平行な平面を除いて）変わってしまう。この写像はクエット流れ内の流体の運動や、せん断変形を受ける物体中の粒子の移動を記述する。（せん断写像の名はこのことによる）
一般の{\displaystyle n}次元ユークリッド空間{\displaystyle \mathbb {R} ^{n}}においても、距離を移動する方向と平行な定超平面から測ることにすればよい。この幾何学的な変換は、任意の集合の{\displaystyle n}次元測度（超体積）を保つ線型変換になっている。

## 定義

### 平面上の水平せん断と鉛直せん断

Scalable Vector Graphicsによるせん断変換で長方形が菱形に変わる様子

平面{\displaystyle \mathbb {R} ^{2}=\mathbb {R} \times \mathbb {R} }において、水平せん断（または、x 軸に平行なせん断）とは、座標{\displaystyle (x,y)}で表される点を{\displaystyle (x+my,y)}に写す変換である。ここで{\displaystyle m}は定数で、せん断因子と呼ばれる。
この写像により、任意の点はその{\displaystyle y}座標に比例して水平に移動する。{\displaystyle x}軸より上にある点は、{\displaystyle m>0}ならば右に（{\displaystyle x}座標が増加する方向に）移動し、{\displaystyle m<0}ならば左に移動する。{\displaystyle x}軸より下にある点はこれとは逆に移動し、軸上の点は動かない。
{\displaystyle x}軸と平行な直線はそのままだが、それ以外のすべての直線は{\displaystyle x}軸との交点を中心にして様々な角度に回転する。特に、鉛直線は傾き{\displaystyle 1/m}の斜線に代わる。すなわち、せん断因子{\displaystyle m}は鉛直線が傾く角度{\displaystyle \varphi }（せん断角という）の余接である。
点の座標が列ベクトル（2×1行列）の形で書かれているとき、せん断写像は次のように2×2行列を左からかける形で表すことができる。
{\displaystyle {\begin{pmatrix}x^{\prime }\\y^{\prime }\end{pmatrix}}={\begin{pmatrix}x+my\\y\end{pmatrix}}={\begin{pmatrix}1&m\\0&1\end{pmatrix}}{\begin{pmatrix}x\\y\end{pmatrix}}.}
鉛直せん断（または、{\displaystyle y}軸に平行なせん断）も同様にして、{\displaystyle x}と{\displaystyle y}を取り換えることで定義される。行列による表現は先の行列の転置行列となる。
{\displaystyle {\begin{pmatrix}x^{\prime }\\y^{\prime }\end{pmatrix}}={\begin{pmatrix}x\\mx+y\end{pmatrix}}={\begin{pmatrix}1&0\\m&1\end{pmatrix}}{\begin{pmatrix}x\\y\end{pmatrix}}.}
鉛直せん断により{\displaystyle y}軸より右側の点は{\displaystyle m}の符号に応じて上または下に移動する。鉛直線は動かないが、それ以外の直線は{\displaystyle y}軸との交点を中心に傾く。特に水平線は、傾きが{\displaystyle m}になるようなせん断角{\displaystyle \varphi }だけ傾く。

### 一般せん断写像
ベクトル空間 V とその部分空間 W について、W を保つせん断は任意のベクトルを W に平行に動かす写像である。
より正確には、V を W と W′ の直和であるとし、任意のベクトルvを
v = w + w′
と書くとき、W を保つせん断 L は
L(v) = (w + Mw′) + w ′
で定められる写像である。ただし、M は W′ を W の中へ移す線型変換とする。したがって、区分行列の記法を用いると L を表す行列は
{\displaystyle {\begin{pmatrix}I&M\\0&I\end{pmatrix}}}
と書ける。すなわち、対角線部分は 単位行列 I 、上半部分は M 、下半部分は0となる行列である。

## 応用
以下の応用例はウィリアム・クリフォードによるものである。
「せん断により、直線で囲まれた任意の図形をそれと面積の等しい三角形にすることができる。」
「...任意の三角形はせん断により面積を変えずに直角三角形にすることができる。したがって任意の三角形の面積は、底辺が同じで、高さが底辺から対角へ立てた垂線の長さに等しい長方形の面積の半分である。」
せん断写像の面積を保存する性質から、面積に関する様々な結果が得られる。たとえばピタゴラスの定理が成り立つことは、せん断写像を用いて図示することができる。
Alan W. Paethによるアルゴリズムでは、デジタル画像を任意の角度だけ回転させるために、水平、鉛直、水平の3回のせん断を用いる。このアルゴリズムは実装が容易でありながら、各ステップで一度に1行（あるいは1列）のピクセルしか処理しないために、非常に有用なアルゴリズムである。